# Ваулово (Владимирская область)
Ваулово — село в Кольчугинском районе Владимирской области России, входит в состав Раздольевского сельского поселения.

## География
Село расположено на берегу реки Вольга в 26 км на юго-запад от центра поселения посёлка Раздолье и в 30 км на юг от райцентра города Кольчугино.

## История
В сельце Ваулове, по местному преданию, когда-то существовала церковь, но о времени её упразднения сведений не сохранилось. По спискам населённых мест Владимирской губернии 1859 года в сельце Ваулове, относящемся к Покровскому приходу, имелось 25 дворов. В 1859 году купец Тимофей Саввич Морозов основал Вауловскую фабрику «для ручного ткачества и резки плисов». На ней было 250 ткацких и 700 плисорезных ручных станков. В сельце Ваулове при Фабрике Саввы Морозова находилось начальное училище, в котором учащихся ежегодно было до 100 человек.
В конце XIX — начале XX века сельцо Ваулово вместе с посёлком фабрики Саввы Морозова являлось крупным населённым пунктом в составе Фуниково-Горской волости Покровского уезда. На Вауловской ткацкой фабрике Саввы Морозова т-ва Никольской мануфактуры в 1897 году числилось 884 чел., в 1900 году — 1032 чел., в 1905 году — 1053 чел.
С 1929 года село являлось центром Вауловского сельсовета в составе Кольчугинского района, с 2001 года — входило в состав Завалинского сельсовета.

## Население
| 1859 | 1897 | 1905 |
| ---- | ---- | ---- |
| 231  | 982  | 405  |

| 1859 | 1897 | 1905 | 1926 | 2002 | 2010 | 2021 |
| ---- | ---- | ---- | ---- | ---- | ---- | ---- |
| 231  | ↗982 | ↘405 | ↘354 | ↘156 | ↘139 | ↘103 |

## Инфраструктура
В селе находятся фельдшерско-акушерский пункт, отделение федеральной почтовой связи.